# Gasblasenkrankheit
Die Gasblasenkrankheit (GBK) ist eine Fischkrankheit. Sie entsteht, wenn das Wasser mit natürlichen Gasen wie Sauerstoff, Stickstoff oder Kohlenstoffdioxid übersättigt ist. Die Gasübersättigung kann mit Hilfe eines Saturometers festgestellt werden. Die GBK ist mit der Taucherkrankheit beim Menschen vergleichbar.
Die GBK kann sehr verschiedene Formen annehmen, je nachdem, wie stark die Gasübersättigung ist und wie lange sie schon anhält.
Im akuten Fall bilden sich große Blasen in der Haut zwischen den Flossenstrahlen und in den Schuppentaschen, so dass die Fische wie Tannenzapfen aussehen können. Fischbrut kann regelrecht "aufgeblasen" werden. Nach solchen Verletzungen bilden sich auf der Haut oft flächige Verpilzungen. Meist sterben die Fische jedoch in diesen Fällen akut.
Herrscht über längere Zeit eine schwache Gasübersättigung, so entstehen die Blasen meist allmählich in den Blutgefäßen, besonders in den Kiemen. Teile der Kiemen können durch die Gasembolie absterben oder die Gasblasen sammeln sich im Herzen und führen zum Kreislaufversagen. Häufig bilden sich Gasansammlungen hinter einem der Augen und treiben es schließlich aus der Höhle. Die Fische werden dadurch einseitig blind und färben sich auf dieser Körperseite meist dunkel.
In der Literatur herrscht Uneinigkeit darüber, welcher Parameter der Gasübersättigung ausschlaggebend für die Entstehung der GBK ist. Vorwiegend von Seiten der Fischerei wird speziell eine Stickstoffübersättigung verantwortlich gemacht (Leyendecker, Knösche, Hönig et al.). Von Seiten der Limnologen und Physiker sowie in der neueren amerikanischen Fischereiliteratur wird dagegen eine Gesamtübersättigung mit der Summe aller gelösten Gase als Ursache der Blasenbildung gesehen. Diese Position stimmt auch mit der Funktionsweise des Saturometers und mit physikalischen Überlegungen zur Gasdiffusion zwischen Wasser und Gasblasen überein. Demnach kann eine Blase nur wachsen und folglich auch nur dann entstehen, wenn sie eine positive Bilanz der Diffusion aller Gasmoleküle aufweist. Eine separate "Übersättigung" von Stickstoff bei gleichzeitigem Mangel anderer Gase kann eine positive Bilanz alleine nicht verursachen. Andererseits bewirkt eine Übersättigung mit Sauerstoff physikalisch den gleichen Effekt wie die jedes anderen Gases. Tatsächlich wird GBK auch unter Bedingungen einer starken Sauerstoffübersättigung beobachtet, sofern die Summe der Partialdrucke aller gelösten Gase dadurch höher ist als der hydrostatische, also mechanische Druck in der Umgebung der Blasen.
Fische sind unter dem Einfluss schwacher Gasübersättigungen auch deutlich anfälliger für Infektionskrankheiten. Bei Regenbogenforellen, die mit infektiöser Pankreasnekrose infiziert wurden, steigerte sich die Todesrate von 35 % auf 65 %, wenn sie zusätzlich einer Gas(über)sättigung von nur 101–103 % ausgesetzt wurden. Nicht infizierte Fische starben bei dieser schwachen Gasübersättigung nur zu 9 % direkt an Gasblasenkrankheit (Baath et al.).